# Bill Camp
Bill Camp (Massachusetts, 13 ottobre 1961) è un attore statunitense.

## Biografia
Principalmente attivo in ambito teatrale ha tuttavia alternato ruoli da caratterista sia al cinema che in televisione. Tra i suoi lavori a Broadway si ricordano Il gabbiano (1992) nel ruolo di Konstantin Trepliov e Morte di un commesso viaggiatore dove interpreta Charley. Nel 2002 abbandonò momentaneamente la professione e cambiò vita (fece il cuoco e il meccanico), per rientrare due anni dopo in Homebody/Kabul e vincere un Obie Award (Off-Broadway Theater Awards).
Breve ma incisiva la partecipazione ad un episodio di Boardwalk Empire - L'impero del crimine dell'HBO, nel ruolo del cacciatore Glenmore. Sempre all'HBO, Camp partecipa alla seconda stagione di The Leftovers - Svaniti nel nulla (2015) ed è nel cast principale della miniserie The Night Of - Cos'è successo quella notte? (2016).

## Vita privata
È sposato dal 2004 con l'attrice Elizabeth Marvel, da cui ha avuto un figlio, Silas.

## Teatro (Broadway)
- Il gabbiano (Чайка), novembre 1992-gennaio 1993
- Saint Joan, gennaio-marzo 1993
- Jackie, novembre 1997-marzo 1998
- Heartbreak House, ottobre-dicembre 2006
- Coram Boy, maggio 2007
- Morte di un commesso viaggiatore (Death of a Salesman) marzo-giugno 2012

## Filmografia parziale

### Cinema
- Il mistero Von Bulow (Reversal of Fortune), regia di Barbet Schroeder (1990)
- In & Out, regia di Frank Oz (1997)
- Il giocatore (Rounders), regia di John Dahl (1998)
- The Dying Gaul, regia di Craig Lucas (2005)
- Nemico pubblico - Public Enemies (Public Enemies), regia di Michael Mann (2009)
- Tamara Drewe - Tradimenti all'inglese (Tamara Drewe), regia di Stephen Frears (2010)
- Lawless, regia di John Hillcoat (2012)
- Lincoln, regia di Steven Spielberg (2012)
- 12 anni schiavo (12 Years a Slave), regia di Steve McQueen (2013)
- Birdman, regia di Alejandro González Iñárritu (2014)
- Love & Mercy, regia di Bill Pohlad (2014)
- Sotto il cielo delle Hawaii (Aloha), regia di Cameron Crowe (2015)
- Black Mass - L'ultimo gangster (Black Mass), regia di Scott Cooper (2015)
- Midnight Special - Fuga nella notte (Midnight Special), regia di Jeff Nichols (2016)
- Jason Bourne, regia di Paul Greengrass (2016)
- Loving - L'amore deve nascere libero (Loving), regia di Jeff Nichols (2016)
- Gold - La grande truffa (Gold), regia di Stephen Gaghan (2016)
- Il sacrificio del cervo sacro (The Killing of a Sacred Deer), regia di Yorgos Lanthimos (2017)
- Hostiles - Ostili (Hostiles), regia di Scott Cooper (2017)
- Molly's Game, regia di Aaron Sorkin (2017)
- Woman Walks Ahead, regia di Susanna White (2017)
- Wildlife, regia di Paul Dano (2018)
- Red Sparrow, regia di Francis Lawrence (2018)
- La seconda vita di Anders Hill (The Land of Steady Habits), regia di Nicole Holofcener (2018)
- Vice - L'uomo nell'ombra (Vice), regia di Adam McKay (2018)
- Skin, regia di Guy Nattiv (2018)
- Native Son, regia di Rashid Johnson (2019)
- Joker, regia di Todd Phillips (2019)
- Le regine del crimine (The Kitchen), regia di Andrea Berloff (2019)
- Cattive acque (Dark Waters), regia di Todd Haynes (2019)
- Notizie dal mondo (News of the World), regia di Paul Greengrass (2020)
- Due donne - Passing (Passing), regia di Rebecca Hall (2021)
- Lo strangolatore di Boston (Boston Strangler), regia di Matt Ruskin (2023)
- The Burial - Il caso O'Keefe (The Burial), regia di Maggie Betts (2023)
- Sound of Freedom - Il canto della libertà (Sound of Freedom), regia di Alejandro Monteverde (2023)
- Drive-Away Dolls, regia di Ethan Coen (2024)
- Le notti di Salem (Salem's Lot), regia di Gary Dauberman (2024)
- The Mastermind, regia di Kelly Reichardt (2025)

### Televisione
- Law & Order - I due volti della giustizia (Law & Order) – serie TV, 2 episodi (1999-2004)
- Brotherhood - Legami di sangue (Brotherhood) – serie TV, 3 episodi (2008)
- Boardwalk Empire - L'impero del crimine (Boardwalk Empire) – serie TV, episodio 2x05 (2011)
- Damages – serie TV, 6 episodi (2012)
- Manhattan – serie TV, 5 episodi (2014-2015)
- The Leftovers - Svaniti nel nulla (The Leftovers) – serie TV, 4 episodi (2015-2017)
- The Night Of - Cos'è successo quella notte? (The Night Of), regia di Steven Zaillian e James Marsh – miniserie TV (2016)
- The Looming Tower – miniserie TV, 8 puntate (2018)
- The Outsider – miniserie TV, 10 puntate (2020)
- La regina degli scacchi (The Queen's Gambit), regia di Scott Frank – miniserie TV, 6 puntate (2020)
- American Rust - Ruggine americana (American Rust) – serie TV, 9 episodi (2021)
- Un uomo vero (A Man in Full) – serie TV, 6 episodi (2024)
- Presunto innocente (Presumed Innocent) – serie TV, 8 episodi (2024)
- Zero Day, regia di Lesli Linka Glatter – miniserie TV, 5 puntate (2025)
- Sirens, regia di Nicole Kassell, Quyen Tran e Lila Neugebauer – miniserie TV (2025)
- The Gilded Age – serie TV (2025)

## Doppiatori italiani
Nelle versioni in italiano delle opere in cui ha recitato, Bill Camp è stato doppiato da:
- Gerolamo Alchieri in Tamara Drewe - Tradimenti all'inglese, Lawless, Lincoln, Molly's Game, Due donne - Passing, Sound of Freedom - Il canto della libertà, Drive-Away Dolls, Presunto innocente, Sirens
- Paolo Marchese in Boardwalk Empire - L'impero del crimine, 12 anni schiavo, Loving - L'amore deve nascere libero, Le regine del crimine, The Burial - Il caso O'Keefe, Un uomo vero
- Roberto Draghetti in Love & Mercy, Midnight Special - Fuga nella notte, Native Son, The Outsider
- Marco Mete in Sotto il cielo delle Hawaii, The Night Of - Cos'è successo quella notte?, Hostiles - Ostili
- Angelo Nicotra in Black Mass - L'ultimo gangster, La seconda vita di Anders Hill, Cattive acque
- Pierluigi Astore in Damages, Jason Bourne, Joker
- Paolo Maria Scalondro in The Good Wife, Vice - L'uomo nell'ombra
- Alberto Angrisano in The Leftovers - Svaniti nel nulla, Wildlife
- Mario Brusa in Law & Order: Criminal Intent
- Alessandro Budroni in The Dying Gaul
- Mario Zucca in Brotherhood - Legami di sangue
- Pasquale Anselmo in Nemico pubblico - Public Enemies
- Massimo Giuliani in Birdman
- Gianni Giuliano in Gold - La grande truffa
- Franco Zucca ne Il sacrificio del cervo sacro
- Gianluca Tusco in Red Sparrow
- Roberto Benfenati in The Looming Tower
- Carlo Valli in Notizie dal mondo
- Stefano Alessandroni ne La regina degli scacchi
- Stefano De Sando in American Rust - Ruggine americana
- Edoardo Siravo in Lo strangolatore di Boston
- Massimo De Ambrosis in Le notti di Salem
- Massimo Corvo in Zero Day